# Harley-Davidson Modell 5D
Die  Harley-Davidson Modell 5D von 1909 war das erste Zweizylinder-Motorrad des US-amerikanischen Herstellers Harley-Davidson. Von diesem Modell, das für 325 US-Dollar erhältlich war, wurden 27 Exemplare gefertigt, weniger als vom ersten Motorrad des Herstellers, dem Modell 1. Heute sollen weltweit noch zwei Exemplare existieren, eins davon im Besitz des Herstellers.

## Vorgeschichte
Während die Einzylinder von Harley-Davidson bereits 1909 vierstellige Verkaufszahlen erreichten, war der Trend zu mehr Leistung vorhanden. Andere Hersteller setzten schon länger auf mehr Zylinder. Üblich war der einfach herzustellende V-Motor. Der lange erwartete erste 45-Grad-V-Motor von Harley-Davidson war jedoch nicht das, was sich der Kunde vorstellte. Amerikanische Hersteller wie Excelsior, Indian, Merkel und Royal waren in der technischen Entwicklung weiter. Erst das Nachfolgemodell, das Modell 7D von 1911, hatte gesteuerte Ein- und Auslassventile sowie einen Riemenspanner.

## Technik
Interessanterweise wurde das Motorgehäuse des „Modell 0“ verwendet und mit stärkeren Pleuellagern versehen. Die Bohrung (76 mm) und den Hub (89 mm) behielt man bei, sodass mit dem angeflanschten Zylinder ein Hubraum von 810 cm³ erreicht wurde. Bei der SV-Ventilsteuerung wurden nur die Auslassventile gesteuert, die Einlassventile als Schnüffelventile ausgelegt. Im Gegensatz zu der von Harley-Davidson meist verwendeten Batteriezündung hatte dieser Motor eine Magnetzündung. Ein Zentralvergaser versorgte die Zylinder der 125 kg schweren Maschine mit Kraftstoff. Der Radstand des riemengetriebenen Motorrades betrug 1435 mm. Die Harley-Davidson Modell 5D soll, so Rafferty, „schwer angesprungen“ und trotz der angegebenen Mehrleistung nicht schneller als die Einzylindermodelle (72 km/h) gewesen sein.

## Nachruf
Obwohl Harley-Davidson mit dem Modell 5D von 1909 technisch wie auch wirtschaftlich keinen Erfolg hatte, gründet das Image und der Mythos des Herstellers auf dem für die Marke charakteristischen V-Motor, der seit dieser Zeit gebaut wird.